# Leonard Schmidtner

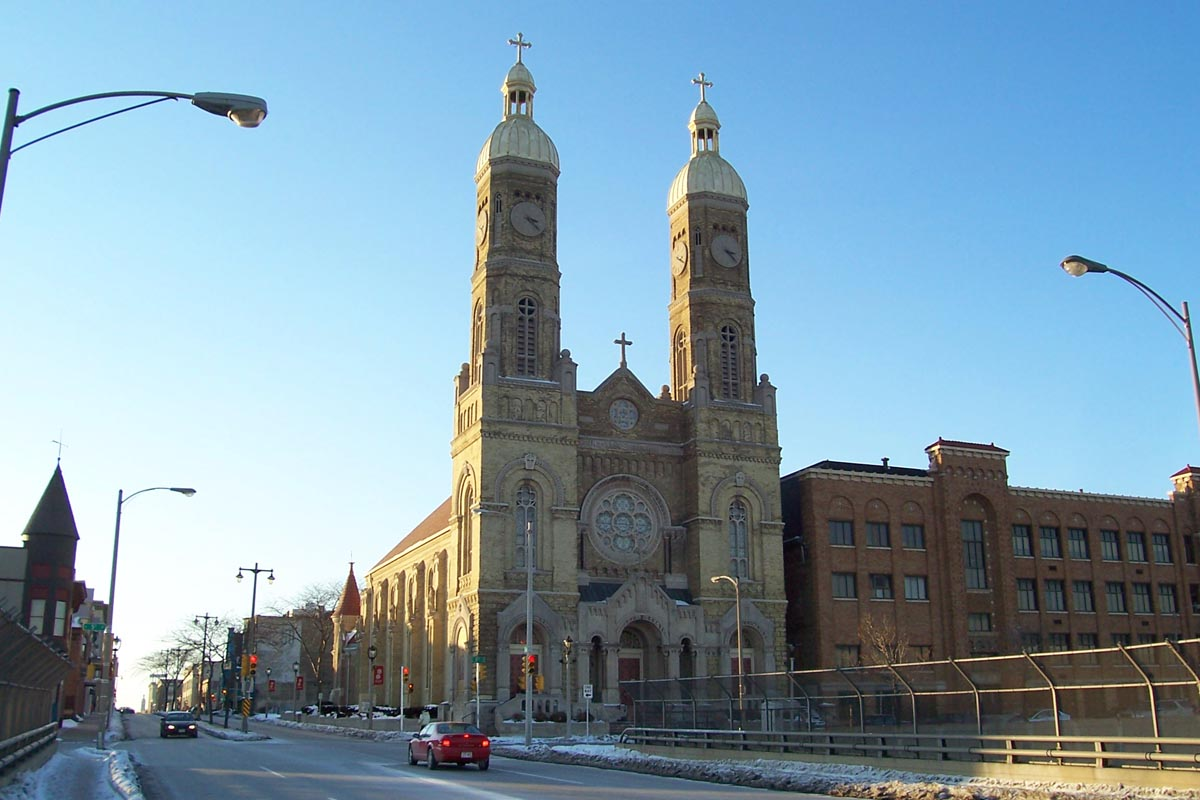
Kościół rzymskokatolicki św. Stanisława w Milwaukee

Leonard Alfons Schmidtner (używał także nazwisk Leonard Kowalski i Baron von Kowalski; 1825–ca. 1872) – polsko-niemiecki architekt działający przede wszystkim w Stanach Zjednoczonych, w mieście Milwaukee.

## Życiorys
Urodził się w 1825 roku w Warszawie, w znanej niemieckiej rodzinie architektów. Jego ojcem był Józef Schmidtner (1792–1843), mistrz murarski i inspektor budowli publicznych Królestwa Polskiego, zaś stryjem znany klasycystyczny architekt Leonhard Schmidtner, minister robót publicznych Królestwa Bawarii. Leonard Alfons studiował w Uniwersytecie Warszawskim, terminował także u boku ojca przy budowie kilku budynków użyteczności publicznej. Ojciec Schmidtnera zginął w wypadku 22 września 1843 podczas przebudowy Aleksandryjskiego Instytutu Wychowania Panien w Puławach, a on sam przez pewien czas nadzorował prace w jego zastępstwie.
Wkrótce potem dwudziestoletni Schmidtner wszedł w wiek poborowy. By uniknąć powołania na piętnastoletnią służbę w carskim wojsku, w 1845 uciekł za granicę do Monachium, gdzie kontynuował naukę zawodu pod okiem swojego stryja. Wraz z nim pracował m.in. nad przebudową miejskiej rezydencji Wittelsbachów w Landshutt na zamówienie króla Bawarii Ludwika I. W 1848 ze wsparciem finansowym stryja wyemigrował do Stanów Zjednoczonych i zamieszkał w Milwaukee w stanie Wisconsin.
Schmidtner, podówczas dwudziestokilkulatek, nawiązał współpracę ze znanym w mieście architektem Johnem Rugee, z którym wspólnie zaprojektowali m.in. budynek biurowy Phoenix. W 1854 nawiązał sześcioletnią współpracę z innym lokalnym architektem, G.W. Mygattem, u którego w tym czasie terminował także przyszły budowniczy ratusza w Milwaukee Henry C. Koch. W 1860 Schmidtnera wybrano do władz miejskich, dzięki czemu zyskał sporą popularność. Po upłynięciu kadencji otworzył w budynku opery własne biuro projektowe. Zaprojektował kilkadziesiąt budynków w Milwaukee i okolicach, głównie budowle użyteczności publicznej, m.in. gmach Sądu Hrabstwa Milwaukee (ang. Milwaukee County Courthouse), więzienie stanowe, dom poprawczy i gmach Szkoły Madison.

## Dorobek architektoniczny
- Magazyn przechowywania i renowacji mebli Davisa (1860);
- Wieża zegarowa rzymskokatolickiego kościoła Świętej Trójcy Kościół w Milwaukee (1862);
- Kościół rzymskokatolicki św. Stanisława w Milwaukee (1866);
- Dawny gmach sądu w Milwaukee.